# Vayalār
Vayalār är en ort i Indien.   Den ligger i distriktet Alappuzha och delstaten Kerala, i den södra delen av landet, 2 100 km söder om huvudstaden New Delhi. Vayalār ligger 5 meter över havet och antalet invånare är 25 094.
Terrängen runt Vayalār är mycket platt. Havet är nära Vayalār västerut. Runt Vayalār är det mycket tätbefolkat, med 1 517 invånare per kvadratkilometer. Närmaste större samhälle är Cherthala, 1,7 km söder om Vayalār. I omgivningarna runt Vayalār växer huvudsakligen savannskog.